# Стененкова, Валентина Александровна
Валентина Александровна Стененкова (род. 7 января 1939 года ) — старший дорожный мастер Брянской дистанции пути Московской железной дороги, Брянская область, полный кавалер ордена Трудовой Славы (1983).

## Биография
Родилась 7 января 1939 года в деревне Бурачовка Выгоничского района Орловской области, ныне Брянской области в семье крестьянина. Русская. В 1953 году окончила семь классов Выгоничской школы, работала в родной деревне.
В 1957 года пришла работать на железную дорогу. Устроилась рабочей в путевую бригаду на Брянской дистанции пути на разъезде Хмелево. На первых порах буквально все приходилось делать вручную. Со временем был переведена в Брянск, на станцию Брянск-Орловский. Трудилась рабочим пути, с 1977 года - бригадиром, с 1985 года и до выхода на пенсию – мастером страшим мастером. Задержка движения поездов по причине ремонтной службы считалась серьезным ЧП. За все годы работы на вверенном ей участке не было зафиксировано ни одного такого происшествия.
Указами Президиума Верховного Совета СССР от 21 апреля 1975 года и 3 июля 1986 года Стененкова Валентина Александровна награждена орденами Трудовой Славы  2-й и 3-й степени.
Указом Президента СССР от 21 декабря 1991 года за большой личный вклад в разработку и реализацию системы движения длинносоставных и тяжеловесных поездов, обеспечение перевозок народнохозяйственных грузов и пассажиров на основе внедрения достижений научно-технического прогресса Стененкова Валентина Александровна награждена орденом Трудовой Славы 1-й степени. Стала полным кавалером ордена Трудовой Славы, последним среди железнодорожников.
Работала на железной дороге до выхода на пенсию в 1994 году. Подготовила целую плеяду специалистов путевого хозяйства. На заслуженный отдых ушла с должности старшего дорожного мастера станции Брянск-1.
Живет в годе Брянске Активно участвует в общественной жизни, член президиума Володарской районной организации ветеранов (пенсионеров) войны.
Награждена знаком «Почетный железнодорожник». «Почетный гражданин города Брянска» (2017).

## Награды
Награждена орденами  Трудовой Славы 1-й, 2-й, 3-й степеней:
3 ст. 21.04.1975 № 121635
2 ст. 03.07.1986 № 54832
1 ст. 21.12.1991 № 974
- медалями, знаками «Ударник пятилетки», «Победитель социалистического соревнования»»[1].